# Inundațiile din Republica Moldova (2010)
Inundațiile din Republica Moldova din anul 2010 au afectat în special nordul și centrul țării, și mai ales localitățile de-a lungul principalelor cursuri de apă (Prut și Nistru), în perioada lunilor mai – iulie.
În perioada 1 mai – 15 iulie 2010 cantitatea precipitațiilor căzute pe o mare parte a teritoriului țării a constituit 200–400 l/m2 (sau 50–80% din norma anuală), depășind de 1,5–2 ori media multianuală pentru aceasta perioadă de timp, care în medie se semnalează o dată la 20–50 ani.
În același timp, în unele localități (Briceni, Șirăuți, Soroca, Rîșcani, Costești, Camenca, Rîbnița, Hrușca și Cărpineni), cantitatea de precipitații căzută a fost și mai mare, atingînd maximul istoric la Edineț 471 l/m2 (292% din norma acestei perioade).
Numărul de zile cu precipitații (≥0,1 mm) pentru perioada 1 mai – 15 iulie 2010 a constituit în teritoriu 30–45 zile, norma fiind de 26–30 zile.

## Cauze
Inundațiile au avut loc ca rezultat al cantităților enorme de precipitații căzute pe teritoriul Ucrainei de Vest, în cursurile superioare ale rîurilor mari; începînd cu 18 mai 2010 s-au format mai multe viituri pluviale mari, care pe teritoriul Republicii Moldova s-au suprapus formând o singură undă de viitură, deoarece nivelul apei nu dovedea să scadă la nivelul anti-viitură.
În urma trecerii unui vast ciclon atmosferic de înălțime (23–25 iunie), în bazinele hidrografice ale rîurilor Prut și Nistru din regiunea Carpaților au căzut ploi torențiale puternice și foarte puternice, care au format valul maximal al viiturii. Acest fenomen natural în perioada iunie–iulie a provocat o viitură de lungă durată în rîurile Nistru și Prut pe teritoriul RM.

## Istoric
Începând cu 24 iulie mărirea debitului de apă deversat a dus la umezirea, surparea și ruperea digurilor, provocând ieșirea apei în luncă, inundarea terenurilor agricole și a unor sate din raioanele Nisporeni, Hîncești, Leova, Cantemir și Cahul.
La 25 iunie o subcomisie mixtă moldo-română, în conformitate cu Regulamentul de exploatare a Nodului Hidrotehnic Costești-Stînca, a stabilit debitul de evacuare din lacul de acumulare Costești-Stînca în volum de 427 m3/s, care a fost majorat începînd cu 28 iunie pînă la 618 m3/s.
În regiunea Cernăuților pe 26 iunie debitul de apă a constituit 1740 m3/s. La intrarea în lacul de acumulare Costești-Stînca debitul de apă a oscilat între 1350 și 1440 m3/s. Pe 29-30 iunie s-a format încă o undă de viitură, care pînă la 2 iulie a creat debite de apă de la 1740 pînă la 1930 m3/s.
Pe 1 iulie, reieșind din situația creată, comisia mixtă moldo-română a luat decizia privind mărirea debitului de evacuare a apei din lacul de acumulare Costești-Stînca pîna la 800-830 m3/s.
Evacuarea apelor de la Nodul Hidtrotehnic Costești-Stînca a continuat cu debitul 830 m3/s pînă la 11 iulie. Pe 3 iulie a fost înregistrat cel mai mare volum al apei în lacul de acumulare – 1170,5 mln m3 la cota biefului amonte 96,95 m (Sistemul Baltic de referință). Creșterile de nivel au constituit: 4,5 – 5,5 m pe sectorul or. Costești – s. Leușeni; circa 4,0 m în raionul Cantemir și 1,5 - 2,0 m în sectorul gurii de vărsare.
În seara zilei de 6 iulie 2010 a cedat digul de protecție anti-viitură amplasat limitrof de s. Nemțeni, ceea ce a provocat inundația luncii Leușeni cu suprafața de 3800 ha, unde sunt amplasate localitățile Cotul Morii, Obileni și Sărăteni.
La 13 iulie a fost efectuată ruptura controlată a digului de protecție pe r. Prut la confluență cu afluentul Nîrnova, care a exclus o eventuală rupere a acestui dig de apele viiturii cu debitul 900-1050 m3/s, inudarea luncilor și localităților pînă la gura de vărsare a Prutului și a permis evacuarea controlată a apelor.
Începînd cu 16 iulie debitul de evacuare a apelor din lacul de acumulare Costești-Stînca este micșorat pînă la 480 m3/s, iar începînd cu 19 iulie – pînă la debitul 400 m3/s.
Pe 19 iulie în satul Gotești, r-nul Cantemir, a fost înregistrată o nouă ruptură în corpul digului de protecție, ce a dus la inundarea luncii din preajma satelor Ghioltosu și Stoianovca.
În 21 iulie, la confluența cu râul Larga, s-a efectuat o ruptură controlată a digului de protecție a rîului Prut ce permite evacuarea apelor din lunca inundată pe o suprafață de 2800 ha.

## Pagube
Inundațiile au adus daune a peste 60 de localități din 14 raioane. În total cca. 13,000 de persoane au fost afectate în diferită măsură de inundații. De asemenea, au fost distruse total sau parțial cca 1,105 de case, 4,308 ha de terenuri agricole, 4,800 ha de pășuni și 930 ha de păduri. De asemenea, au fost evacuate peste 4,000 de persoane.

### Raionul Hîncești
Cel mai afectat a fost raionul Hâncești, aici în urma ruperii barajului de la Nemțeni (noaptea dintre 6–7 iulie), patru localități (Cotul Morii, Obileni, Nemțeni și Sărăteni) au fost inundate. S-au înregistrat 2475 de sinistrați, 1105 case deteriorate, iar 158 dintre ele au fost distruse integral. De asemenea, apele au inundat 4,100 ha de semănături, 1,220 ha de grădini particulare și 4,108 ha de pășuni. 
Două sute de familii au fost evacuate forțat din satul Cotul Morii, și 1,500 în total, după ce 541 de case au fost inundate în localitatea respectivă. Doar în acel sat au fost inundate 1237 de hectare de teren arabil și 238 de hectare de pășuni. În satul vecin, Nemțeni – o mie de oameni și-au părăsit locuințele, după ce peste 200 de case au fost inundate, iar 100 s-au prăbușit; în Obileni, zeci de case au fost de asemenea inundate, 3 dărâmându-se.

### Alte raioane
Au fost inundate zece gospodării din satul Chișcăreni (raionul Sîngerei), și alte patru din satul Văleni (raionul Cahul). Mai multe echipe de intervenție au efectuat operațiuni de pompare a apei din gospodăriile afectate. În satul Fetești (raionul Edineț), rafalele puternice de vînt au luat pe sus acoperișurile a 13 clădiri, inclusiv cel al casei de cultură. În 35 de localități din zece raioane alimentarea cu energie electrică a fost întreruptă.
În satul Criva, raionul Briceni, localnicii au ridicat diguri din saci de nisip pentru a preveni înaintarea apei spre localitate. Pagube au suportat și localitățile Cuhureștii de Jos (raionul Florești) și Măcărești (raionul Ungheni).
Daunele materiale provocate de inundațiile din vara anului 2010, precum și pierderile economice generate de către acestea, au fost estimate atunci la suma de 41,92 de milioane dolari SUA. 

## Reacții
Prim-ministrul de atunci, Vlad Filat, s-a deplasat în localitățile inundate, a discutat cu oamenii și le-a promis reconstrucția satului Nemțeni pe un alt amplasament.

## Controverse
În toamna aceluiași an (2010), agenția pro-comunistă „Omega” a realizat un filmuleț, ulterior difuzat și de postul de televiziune NIT, la fel apropiat opoziției comuniste, în care guvernarea de atunci era învinuită că ar fi provocat cu rea-voință inundarea mai multor localități (Cotul Morii, Obileni, Nemțeni și Sărăteni)  din lunca Prutului. 
Filmulețul a fost numit „Trădați de vii” și a apărut în spațiul public în plină campanie electorală, la circa două săptămâni de la înregistrarea la Comisia Electorală Centrală a primului partid.
În filmuleț printre alte s-a menționat versiunea potrivit căreia „Ruptura (de la Nemțeni) ar fi avut drept scop să protejeze de inundații orașul românesc Galați”.

## Vezi și
- Inundațiile din România (2010)

## Legături externe
- Ce a învățat R. Moldova din dezastrul inundațiilor Europa liberă.org
- În anii 2008 și 2010, Moldova s-a confruntat cu cele mai mari inundații din ultimii 70 de ani Arhivat în 24 septembrie 2015, la Wayback Machine. Publika.md
- (Video) MAI explică de ce au avut loc inundații în lunca Prutului și dă răspuns acuzațiilor comuniștilor: Sunt aberații și invenții, orașul Galați se află cu 18 km mai sus de gura de revărsare a râului Prut pe Unimedia.md
- Inundațiile din satele Obleni, Cotul Morii, Nemțeni pe youtube.com